# Pheidologeton mayri
Pheidologeton mayri é uma espécie de formiga do gênero Pheidologeton, pertencente à subfamília Myrmicinae.